# André Dills

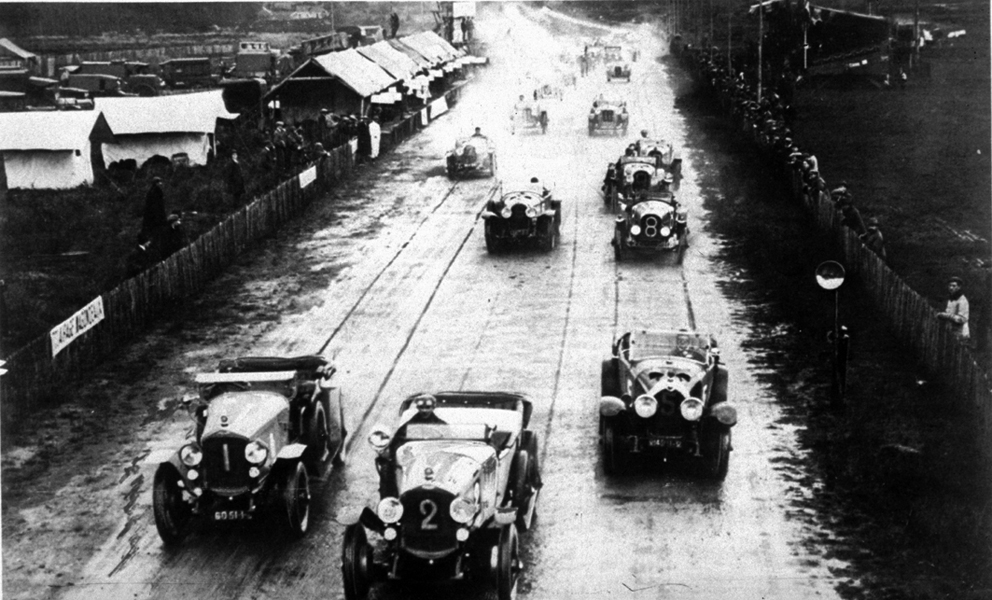
Der Excelsior Albert 1er (Startnummer 1) von Nicolas Caerels und André Dills beim Start zum 24-Stunden-Rennen von Le Mans 1923

André Dills (* 6. Februar 1889 in Diegem; † unbekannt) war ein belgischer Autorennfahrer.

## Karriere
André Dills war in den 1920er-Jahren als Werksfahrer des belgischen Automobilunternehmens Excelsior bei internationalen Sportwagenrennen aktiv. 1923 zählte er zu den Rennfahrern die bei ersten 24-Stunden-Rennen von Le Mans der Motorsportgeschichte am Start war. Gemeinsam mit seinem Landsmann und Teampartner Nicolas Caerels erreichte er auf einem Excelsior Albert 1er den sechsten Rang in der Gesamtwertung.
Dreimal war er beim 24-Stunden-Rennen von Spa-Francorchamps gemeldet. 1925 fiel er nach technischem Defekt am 3,5-Liter-Excelsior Ade Sport aus; 1926 erreichte der den neunten Gesamtrang. Beide Male war erneut Nicolas Caerels sein Teampartner. 1927 wurde er in Spa Gesamtzweiter.

## Statistik

### Le-Mans-Ergebnisse
| Jahr | Team                          | Fahrzeug             | Teamkollege     | Platzierung            | Ausfallgrund |
| ---- | ----------------------------- | -------------------- | --------------- | ---------------------- | ------------ |
| 1923 | Compagnie Nationale Excelsior | Excelsior Albert 1er | Nicolas Caerels | Rang 6 und Klassensieg |              |

### 24-St-Spa-Ergebnisse
| Jahr | Team                              | Fahrzeug               | Teamkollege     | Platzierung | Ausfallgrund    |
| ---- | --------------------------------- | ---------------------- | --------------- | ----------- | --------------- |
| 1925 | Compagnie Nationale Excelsior     | Excelsior Adex Sport   | Nicolas Caerels | Ausfall     | Getriebeschaden |
| 1926 | Compagnie Nationale Excelsior     | Excelsior Adex Sport   | Nicolas Caerels | Rang 9      |                 |
| 1927 | Société des Automobiles Excelsior | Excelsior Adex C Sport | Jacques Ledure  | Rang 2      |                 |